# Марко Сретовић
Марко Сретовић (10. август 1987. Београд) је српски хокејаш који тренутно игра у шведској екипи Венерсборг. Игра на позицији нападача. Са 65 утакмица рекордер је по броју утакмица одиграној за репрезентацију Србије.

## Каријера

### Клупска каријера
Каријеру у сениорској конкуренцији започео је у Партизану 2006. године. За две године проведене у клубу освојио је две титуле у Хокејашкој лиги Србије. Затим 2008. године прелази у Војводину. Након годину дана проведених у Новом Саду поново се враћа у Партизан и осваја три титуле првак Србије и два пута регионалну Слохокеј лигу у сезони 2010/11. и 2011/12.
Сезону 2012/13 је почео у Партизану, али је на полусезони прешао у шведски Лунд џајантс за који је одиграо 4 утакмице и постигао пет голова, a борби за опстанак на 9 утакмица постигао је 4 гола и исто толико асистенција. Наредне сезоне потписао је за шведског четвртолигаша Венерсборг за који је одиграо 32 утакмице, постигао исто толико голова и имао 25 асистенција. у доигравању за опстанак на 4 утакмице постигао је 2 гола и имао 5 асистенција. Zа Венерсборг је играо три сезоне, а од 2017. године игра за шведску екипу Стенунгсунд која се такмичи у Другој дивизији.

### Репрезентација
За репрезентацију Србије и Црне Горе играо је на Светском првенству 2006. године. За репрезентацију Србије играо је на 12 првенстава што га чини рекордером. Једино првенство које је пропустио због повреде било је Светско првенство 2014. године. Са репрезентацијом је два пута освајао златну медаљу и пет пута бронзану. Наступао је и у квалификација за олимпијске игре 2010 и 2014. године.
Држи велики број рекорда у репрезентацији Србије. Остварио је највише наступа рачунајући светска првенства и квалификација за олимпијске игре. Одиграо је 65 утакмице, а такође је најефикаснији играч репрезентације са укупно 70 поена.

## Успеси

### Клупски
- Партизан:
  -  Првенство Србије (6): 2006/07, 2007/08, 2009/10, 2010/11, 2011/12, 2012/13
  -  Слохокеј лига (2): 2010/11, 2011/12

### Репрезентативни
- Србија:
  - Светско првенство:  2008. (Дивизија II)
  - Светско првенство:  2009. (Дивизија II)
  - Светско првенство:  2011. (Дивизија II)
  - Светско првенство:  2015. (Дивизија II, група А)
  - Светско првенство:  2017. (Дивизија II, група А)
  - Светско првенство:  2018. (Дивизија II, група А)
  - Светско првенство:  2019. (Дивизија II, група А)

## Клупска статистика
|          |               |                        | Регуларна сезона | Регуларна сезона | Регуларна сезона | Регуларна сезона | Регуларна сезона | Плеј оф | Плеј оф | Плеј оф | Плеј оф | Плеј оф |
| Сезона   | Екипа         | Лига                   | У                | Г                | A                | П                | КМ               | У       | Г       | А       | П       | КМ      |
| -------- | ------------- | ---------------------- | ---------------- | ---------------- | ---------------- | ---------------- | ---------------- | ------- | ------- | ------- | ------- | ------- |
| 2006/07. | Партизан      | Хокејашка лига Србије  | 16               | 10               | 9                | 19               | 14               | -       | -       | -       | -       | -       |
| 2007/08. | Партизан      | Хокејашка лига Србије  | 23               | 8                | 7                | 15               | 18               | -       | -       | -       | -       | -       |
| 2008/09. | Војводина     | Хокејашка лига Србије  | 15               | 8                | 6                | 14               | 8                | -       | -       | -       | -       | -       |
| 2009/10. | Партизан      | Слохокеј лига          | 25               | 15               | 10               | 25               | 26               | 6       | 3       | 2       | 5       | 4       |
| 2010/11. | Партизан      | Слохокеј лига          | 23               | 13               | 7                | 20               | 39               | 8       | 4       | 7       | 11      | 4       |
| 2011/12. | Партизан      | Слохокеј лига          | 27               | 14               | 19               | 33               | 22               | 9       | 2       | 4       | 6       | 2       |
| 2012/13. | Партизан      | Хокејашка лига Србије  | 5                | 5                | 6                | 11               | 0                | -       | -       | -       | -       | -       |
| 2012/13. | Лундс џајантс | Друга дивизија Шведске | 4                | 5                | 0                | 5                | 0                | 9       | 4       | 4       | 8       | 0       |
| 2013/14. | Венерсборг    | Друга дивизија Шведске | 32               | 32               | 25               | 57               | 24               | 4       | 2       | 5       | 7       | 29      |
| 2014/15. | Венерсборг    | Трећа дивизија Шведске | 28               | 19               | 22               | 41               | 16               | 6       | 6       | 5       | 11      | 2       |
| 2015/16. | Венерсборг    | Друга дивизија Шведске | 34               | 24               | 31               | 55               | 8                | 5       | 1       | 2       | 3       | 0       |
| 2016/17. | Венерсборг    | Друга дивизија Шведске | 35               | 18               | 22               | 40               | 2                | 0       | 0       | 0       | 0       | 0       |
| 2017/18. | Стенунгсунд   | Друга дивизија Шведске | 30               | 18               | 20               | 38               | 33               | -       | -       | -       | -       | -       |
| 2018/19. | Стенунгсунд   | Друга дивизија Шведске | 36               | 6                | 13               | 19               | 6                | -       | -       | -       | -       | -       |